# Mahmutgazi
Mahmutgazi ist ein Dorf im Bezirk Çal in der Provinz
Denizli in der Türkei. Es liegt am Übergang der Çökelez-Berge in die Baklan-Ebene, nahe der Verbindungsstraße 20-02 Çal-Denizli. Es ist von der Bezirkshauptstadt Çal 7 km entfernt und soll einst von einem Mahmut Gazi gegründet worden sein. 2014 hat das Dorf durch die Einführung der Großstadtverwaltung in der Provinz Denizli den Status einer Mahalle bekommen.
Nach Überlieferungen wurde das Dorf Mahmut Gazi ca. 1070 gegründet. Es hat derzeit 352 Einwohner.
Auf dem Dorf-Friedhof gibt es eine Türbe des Mahmut Gazi, aber diese trägt keine Inschrift.
Die Wirtschaftsgrundlage des Dorfes sind die Landwirtschaft und der Weinbau, der für seinen "Küp-Şarabı" bekannt ist. Nach einer Überlieferung wurde in byzantinischer Zeit in der Region Wein angebaut und dieser in Tongefäßen gekeltert. In den 1950er Jahren wurde diese Methode neu entdeckt und nach einigen Jahren Versuchszeit ist es gelungen, in Tonkrügen Wein zu keltern. In Mahmutgazi gab es die erste Küp-Wein Kellerei.